# سران
سُّرَّان: أحد أشهر أودية بلاد بارق التاريخية، وفي الوادي فرى آل خضير من ربيعة المقاطرة، وهو أقصى بلادهم في الشرق. به مياه جارية طول العام، وآثار كثيرة من أبنية ومقابر وحصون وعيون.

## التسمية
سُّرَّان - بسين مهملة ثم راء مهملة مشددة مفتوحة فألف ونون، ويبدأ العامة بالسين ساكنة ولهذا يكتب هذا الاسم خطأ (أسران) - مثنى سر، وهو لغة ما طاب من الأرض.

## التاريخ
ذكره الهمداني ضمن بلاد بارق وقال : «مساقط بلاد بارق من غور السراة، وهي: بقرة، الملصة، سران، ذات أعشار، وثربان جبل لهم من ناحية ذات أعشار وأعلى قنونى». فإذا عرفنا أن الهمداني قد توفي سنة (334 هـ) أدركنا أن سران يطلق هذا الاسم عليها منذ القدم، ويبدوا أن لها شهرة لدى بارق وذكر، مما جعلهم يدونونه وينقل عنهم الهمداني.
بها آثار بيوت وحصون وقرية عريقة موغلة في الحضارة ومن تلك الآثار قطع كثيرة من الفخار ، وآثار حوانيت الحدادين من بقايا حدادة ورماد، وبها مدافن جاهلية، وذلك يدل على أنها كانت مدينة معمورة سابقة لظهور الإسلام، ولا يمكن الجزم بتاريخها إلا بعد فحصها من قبل أناس مختصين.
بهذا الوادي عدد كبير  من العيون، وإلى كل جانب عين توجد قرية مندثرة، ومن أشهر تلك العيون «عين معاذ» الجارية طوال العام، وهذه العين ينسبها السكان إلى معاذ بن جبل، حيث يروى: أنه لما بعث الرسول محمد - صلى الله عليه وسلم -  معاذ بن جبل لليمن مر بهذه العين وشرب منها فنسبت له. وكان علي البارقي ممن تتلمذ في هذا الوادي على يد معاذ بن جبل، حيث يروي عنه.

## معرض الصور

أحد عيون سران
آثار أحد قرى الوادي المندثرة
أحد عيون سران
وادي سران